# Dave "Phoenix" Farrell
David Michael "Phoenix" Farrell (Plymouth, Massacusetts, 8. veljače 1977.) je basist i prateći vokal američkog rock glazbenog sastava Linkin Park.

## Životopis
Phoenix je rođen u Playmouthu, Massachusetts, no s navršenih pet godina se preselio u Mission Viejo, Kalifornija. Diplomirao je na "University of California" u Los Angelesu, gdje i susreo budućeg kolegu iz sastava Brad Delsona 1999. godine. Osim što svira bas-gitaru, svira i električnu gitaru, violinu i violončelo.
Pri početku svoje karijere bio je član jednog kršćanskog punk/ska sastava "Tasty Snax". Dok je pohađao fakultet na "UCLA" tri je godine bio cimer s Bradom Delsonom, te s njim često vježbao. Nakon nekog vremena upoznao se s Mikeom Shinodom, te s njim i Bradom osnovao sastav "Xero" koji je kasnije postao "Linkin Park". Phoenix je zbog "Xeroa" napustio "Tasty Snax" i zajedno s tadašnjim članom "Snaxa" Mark Fioreom prešao u "Xero". Phoenix je tamo nastavio biti basist, a Fiore je kasnije dobio ulogu Linkin Parkovog videografera.
Phoenix je često isticao kako su veliku ulogu za uspjeh u karijeri imali njegova majka i brat Joe, te glazbeni uzori poput "The Beatlesa", Bob Marleya, "Weezera", Sarah McLachlan, "Deftonesa" i "The Rootsa".

## Oprema

### Basovi
- Ernie Ball Music Man Stingray basses
- Fender Precision Bass (MTM & Live)

### Pojačala
- Ampeg SVT Classic heads
- Ampeg SVT Classic cabinets

### Pribor
- Dean Markley Blue Steel strings
- Dunlop Picks (.88)
- DBX 160 compressor
- Monster cables
- Sans Amp
- Boss pedals
- Whirlwind direct boxes
- Shure wireless

## Vanjske poveznice
- Farrell's official LPN page from LinkinPark.com  Arhivirana inačica izvorne stranice od 12. kolovoza 2008. (Wayback Machine)
- LPA Interview with Phoenix  Arhivirana inačica izvorne stranice od 17. rujna 2008. (Wayback Machine)